# Terevaka

Mapa de Rapa Nui amb el Terevaka, Poike i Rano Kau

Ma′unga Terevaka és el volcà més gran i la muntanya més alta de Rapa Nui. Dels tres principals volcans extints que conformen l'illa, el Terevaka és el central i més jove. A la seva falda s'hi troben diversos cons volcànics i cràters petits, i entre ells un cràter que té un dels tres llacs de l'illa, el Rano Aroi.
El Terevaka conforma la part central de Rapa Nui i els altres dos cims volcànics són més vells: El Poike forma el costat oriental i el Rano Kau el del sud. L'última erupció del Terevaka va tenir lloc fa menys de 400.000 anys durant el període Plistocè. El seu camp de lava a Roiho data de fa entre 110.000 i 150.000 anys. Es pot ascendir el Terevaka per un camí que comença al moai d'Ahu Akivi.
Terevaka és el 12è cim amb més isolament topogràfic del planeta Terra.